# Saint-Martin-Lalande
Saint-Martin-Lalande là một xã của Pháp, nằm ở tỉnh Aude trong vùng Occitanie.
Người dân địa phương trong tiếng Pháp gọi là Saint Martinois.
Xã này thuộc vùng đô thị Castelnaudary.

## Hành chính
| Danh sách các xã trưởng                |           |              |      |         |
| Giai đoạn                              | Giai đoạn | Tên          | Đảng | Tư cách |
| tháng 3 năm 2008                       | 2014      | Guy Bondoui  |      |         |
|                                        | 2008      | Paul Guilhem |      |         |
| mai 1945                               | 1962      | Jean Audy    |      |         |
| Tất cả các dữ liệu trước đây không rõ. |           |              |      |         |

## Thông tin nhân khẩu
| Năm | 1962 | 1968 | 1975 | 1982 | 1990 | 1999 |
| --- | ---- | ---- | ---- | ---- | ---- | ---- |
| Dân số | 405  | 435  | 419  | 471  | 692  | 959  |
| From the year 1968 on: No double counting—residents of multiple communes (e.g. students and military personnel) are counted only once. |      |      |      |      |      |      |